# 851. grenadirski polk (Wehrmacht)
851. grenadirski polk (izvirno nemško 851. Grenadier-Regiment; kratica 851. GR) je bil pehotni polk Heera v času druge svetovne vojne.

## Zgodovina
Polk je bil ustanovljen 25. novembra 1942 za potrebe 343. pehotne divizije.
Polk je bil avgusta 1944 uničen v južni Ukrajini.